# 马西莫·克里帕
马西莫·克里帕（義大利語：Massimo Crippa，1965年5月17日—），意大利男子足球运动员，司职中场。他曾代表意大利参加1988年和1996年夏季奥林匹克运动会足球比赛，分别获得第四名和第十二名。